# Syzygium humblotii
Syzygium humblotii är en myrtenväxtart som beskrevs av Jean-Noël Labat och Jacob Wilhelm Schatz. Syzygium humblotii ingår i släktet Syzygium och familjen myrtenväxter. Inga underarter finns listade i Catalogue of Life.